# Lee S. Dreyfus
Pour les articles homonymes, voir Dreyfus.
Lee Sherman Dreyfus, né le 20 juin 1926 à Milwaukee et mort le 2 janvier 2008 à Waukesha, est un homme politique américain, membre du Parti républicain et gouverneur de l'État du Wisconsin du 4 janvier 1979 au 3 janvier 1983.